# Mariola Wierzbicka
Mariola Wierzbicka (ur. 7 października 1965 w Jarosławiu) – polska germanistka, profesor nauk humanistycznych, profesor Uniwersytetu Rzeszowskiego, była rektor Wyższej Szkoły Społeczno-Gospodarczej w Tyczynie, specjalności naukowe: filologia germańska, językoznawstwo.

## Życiorys
W 1993 ukończyła studia w zakresie filologii germańskiej i lingwistyki na uniwersytecie w Stuttgarcie. Tam też na podstawie rozprawy pt. Die Interaktion von Tempus und Aspekt im Deutschen und Polnischen im Rahmen einer erweiterten Aussagenlogik uzyskała w 1997 stopień doktora nauk humanistycznych w dyscyplinie językoznawstwo. W 2004 na podstawie dorobku naukowego oraz monografii pt. Relacje temporalne w zdaniach podrzędnie złożonych ze znaczeniem czasu przedstawione na podstawie fenomenu consecutio temporum w języku niemieckim i polskim uzyskała na Wydziale Filologiczno-Historycznym Uniwersytetu Gdańskiego stopień doktora habilitowanego nauk humanistycznych w dyscyplinie językoznawstwo. W 2014 prezydent RP Bronisław Komorowski nadał jej tytuł naukowy profesora nauk humanistycznych.
Od 1994 była pracownikiem Wyższej Szkoły Pedagogicznej w Rzeszowie, od 2001 nowo utworzonego Uniwersytetu Rzeszowskiego
Została profesorem zwyczajnym Uniwersytetu Rzeszowskiego w Kolegium Nauk Humanistycznych w Instytucie Neofilologii. Była profesorem następujących uczelni: Państwowa Wyższa Szkoła Zawodowa w Nowym Sączu (Instytut Języków Obcych), Uniwersytet Rzeszowski (Wydział Filologiczny; Instytut Filologii Germańskiej}, Wyższa Szkoła Społeczno-Gospodarcza w Tyczynie, Państwowa Wyższa Szkoła Zawodowa w Krośnie (Instytut Humanistyczny).
Była rektorem Wyższej Szkoły Społeczno-Gospodarczej w Tyczynie (od 2005) i dyrektorem Instytutu Filologii Germańskiej Uniwersytetu Rzeszowskiego.